# Cùng em đến đỉnh cao thế giới
Cùng Em Đi Đến Đỉnh Cao Thế Giới (Tên gọi khác: Cùng Em Đi Đến Tận Cùng Thế Giới/ Cùng Em Đi Đến Đỉnh Vinh Quang | Tiếng Trung: 陪你到世界之巅 | Tiếng Anh: Gank your heart) là bộ phim truyện dài tập của Trung Quốc với hai diễn viên chính là Vương Nhất Bác(1997) và Vương Tử Tuyền (1998); dựa trên tiểu thuyết Điện cạnh luyến nhân (电竞恋人) của tác giả Nam Dã Lâm Nhi . Bộ phim được phát hành trực tuyến qua Mango TV từ ngày 9 tháng 6 năm 2019.

## Bối cảnh
Bộ phim kể về con đường hoàn thành giấc mơ đạt chức vô địch thế giới của game thủ chuyên nghiệp Quý Hướng Không cùng với giấc mơ trở thành bình luận viên Esport xuất sắc của Khâu Anh.

## Diễn viên

### Diễn viên chính
| Diễn viên                                   | Vai diễn                               | Giới thiệu |
| ------------------------------------------- | -------------------------------------- | --- |
| Vương Nhất Bác (王一博/ Wang Yi Bo)         | Quý Hướng Không (季向空/ Ji Xiangkong) | Team: Legend ➔ VNG ➔ Phenix Vị trí: TOP, Chiến lược gia. Đội trưởng của Legend, VNG và Phenix Cao thủ sử dụng chiến thuật trong thi đấu với biệt danh Bậc thầy lừa đảo, thường hy sinh bản thân thực hiện chiến thuật đánh lừa đối thủ nên đồng thời thường bị hiểu lầm là Tàn thủ không có tài năng. Tính cách thẳng thắn, trọng tình nghĩa, luôn gánh vác trách nhiệm về bản thân mình; là người thích hợp với vị trí chỉ huy dẫn đội. Được đàn anh Cố Phóng tín nhiệm là người thực hiện giấc mơ giành chức vô địch thế giới lần thứ 2 về cho Trung Quốc. Trải qua nhiều thử thách khó khăn, thất bại và nhiều lần chuyển đội, cuối cùng tự thành lập chiến đội Phenix để thi đấu. Có mối quan hệ khắc khẩu ban đầu với Khâu Anh. Tuy nhiên sau khi hiểu rõ đối phương, cả hai trở thành thành bạn đồng hành và nảy sinh tình cảm với lời hứa sẽ cùng nhau bước đến đỉnh cao giấc mơ. |
| Vương Tử Tuyền (1998) (王子璇/ Wang Zixuan) | Khâu Anh (邱樱/Qiu Ying)               | Người dẫn chương trình trực tuyến mong muốn trở thành bình luận viên thể thao điện tử chuyên nghiệp. Bằng ngoại hình, Khâu Anh là một trong những MC trực tuyến được yêu thích trên mạng. Tuy nhiên khi chuyển sang trở thành bình luận viên Esport chuyên nghiệp, bị hiểu lầm là "bình hoa" chỉ muốn lợi dụng esport để nổi tiếng. Với tính cách kiên nghị, bướng bỉnh, không chịu thua, đã theo dõi, tìm hiểu và làm việc chuyên nghiệp về esport, làm thay đổi đánh giá của mọi người, từng bước hoàn thành ước mơ nữ bình luận viên đầu tiên bình luận trận chung kết thế giới. |

### Diễn viên phụ
| Diễn viên                              | Vai diễn                          | Giới thiệu |
| -------------------------------------- | --------------------------------- | --- |
| Nghiêm Vũ Hào (严禹豪/ Yan Yuhao)      | Bùi Hy (裴熙/ Pei Xi)             | Team: VNG ➔ Legend ➔ Phenix Vị trí: MID Solo Game thủ chuyên nghiệp. Đội trưởng của VNG, Legend Ngôi sao đánh vị trí Mid-solo số 1 trong giới. Tính cách lạnh lùng, không giỏi giao tiếp nên dần hình thành cách chơi độc đoán trong đội 4 thành viên còn lại chỉ là làm nền, phải hỗ trợ một mình Bùi Hy đánh solo, không quan tâm đến chiến thuật. Có mong muốn lớn nhất là cùng Quý Hướng Không thi đấu cùng một đội, nhưng ngoài mặt bị hiểu lầm là đối thủ sống còn. Sau này khi cùng gia nhập Phenix đã thay đổi được tính cách và lối chơi vì đồng đội. |
| Đinh Quán Sâm (丁冠森/ Ding Quan Sen)  | Lâm Dật Hiên (林逸轩/ Lin Yixuan) | Team: Legend ➔ Phenix Vị trí: Support Game thủ chuyên nghiệp. Support số 1 trong giới Tính cách đơn thuần, thẳng thắn, khi gặp chuyện không hài lòng thường dễ bị kích động, nóng giận. Là người trượng nghĩa, trọng ân tình. Trước kia là nhân viên giao hàng, gặp được Quý Hướng Không dẫn dắt đưa về đội Legend trở thành game thủ chuyên nghiệp nên luôn nhớ đến ân tình này, coi Quý Hướng Không là lão đại ủng hộ vô điều kiện trong cả sự nghiệp cũng như cuộc sống. |
| Yên Hủ Gia (焉栩嘉/ Yan Xujia)         | Hạ Lăng (夏凌/ Xia Ling)          | Team: Phenix Vị trí: MID Hàng xóm từ nhỏ của Khâu Anh. Sau đó bố Khâu Anh tái hôn với mẹ của Hạ Lăng, hai người trở thành chị em. Tuy nhiên vì mâu thuẫn với bố và dì, Khâu Anh rời nhà ra đi, Hạ Lăng vẫn luôn ủng hộ Khâu Anh và cố gắng hàn gắn mối quan hệ trong gia đình. Là học viên bóng rổ trong trường thể thao, trong một lần đi phát tờ rơi ủng hộ Khâu Anh, Hạ Lăng bị tai nạn giao thông để lại chấn thương vĩnh viễn khiến phải từ bỏ giấc mơ vận động viên, rơi vào trầm cảm. Trong thời gian đó, Hạ Lăng lại bộc lộ tài năng thi đấu esport. Được sự ủng hộ của Khâu Anh và các anh, cuối cùng Hạ Lăng đã tự tin lấy lại bản thân, gia nhập đội Phenix, chuyển sang phát triển ở khoa thể thao điện tử. |
| Trình Khải Mông (程启蒙/ Cheng Qimeng) | Tôn Trạch Nghị (Sun Yezi/ 孙泽毅) | Team: Trailblazer ➔ Phenix Vị trí: Carry Game thủ chuyên nghiệp. Cách đây nhiều năm là Nhất ca trong "Ngũ đại thần viễn cổ" của giới. Đội trưởng của Trailblazer, tuy nhiên ngay trước giải chung kết thế giới, Tôn Trạch Nghị bất ngờ rời đội mà không nói lý do, đồng thời rút khỏi giới esport cũng như chia tay người bạn gái Thư Văn. Hiện tại trở thành ông chủ của một quán internet, là bạn tốt luôn ủng hộ và chỉ dẫn cho Quý Hướng Không. Sau này, khi bí mật năm xưa được sáng tỏ và được sự ủng hộ của đông đảo mọi người, Tôn Trạch Nghị quay trở lại thi đấu với tư cách thành viên của Phenix. |

#### Team Trailblazer
| Diễn viên                                  | Nhân vật                   | Giới thiệu |
| ------------------------------------------ | -------------------------- | --- |
| Cao Thái Vũ (高泰宇/ Gao Taiyu)            | Cố Phóng (顾放/ Gu Fang)   | Team: Trailblazer ➔ Legend Vị trí: MID. Đội trưởng huyền thoại của Legend Một trong "Ngũ đại thần viễn cổ", thành viên Traiblazer giành chức vô địch thế giới đầu tiên về cho Trung Quốc. Sau khi Trailblazer tan rã, trở thành đội trưởng của Legend với thành tích huyền thoại. Cố Phóng là người phát hiện, chỉ bảo, đào tạo Quý Hướng Không để gửi gắm việc hoàn thành giấc mơ vô địch thế giới lần thứ hai của mình.                                                                                         |
| Hồ Vân Hào (胡耘豪/ Hu Yunhao)             | Lạc Thiên (洛天/ Luo Tian) | Một trong "Ngũ đại thần viễn cổ", thành viên của Trailblazer giành chức vô địch thế giới lần đầu tiên. Sau khi nhóm tan rã, chuyển đổi công việc trở thành bình luận viên xuất sắc nhất trong làng thể thao điện tử. Là người rất khó tính trong công việc, đặc biệt là việc tuyển chọn các bình luận viên cùng hợp tác. Sau này trở thành thầy giáo hướng dẫn của Khâu Anh |
| Vương Tư Doãn (王姿允/ Wang Ziyun)         | Thư Văn (舒雯/ Shu Wen)    | Nữ game thủ duy nhất trong "Ngũ đại thần viễn cổ", thành viên của Trailblazer giành chức vô địch thế giới. Sau khi nhóm tan rã, trở thành người sáng lập kiêm huấn luyện viên của chiến đội VNG. Là người thưởng thức và ủng hộ phương thức thi đấu của Quý Hướng Không. Sau scandal khiến Quý Hướng Không phải rời VNG, cùng với những mâu thuẫn với Lý Cảm, Thư Văn cũng quyết định rời VNG Khi làm sáng tỏ sự thật năm xưa, đã tái hợp lại với Tôn Trạch Nghị, đồng thời trở thành huấn luyện viên của Phenix. |
| Trương Hiểu Khiêm (张晓谦/ Zhang Xiaoqian) | Summer                     | Một trong "Ngũ đại thần viễn cổ", thành viên của Trailblazer giành chức vô địch thế giới lần đầu tiên. Sau khi nhóm tan rã, chuyển công việc trở thành ông chủ của Dream Journey - một trung tâm game hiện đại, nổi tiếng. Là anh họ của Bùi Hy |
| Sài Hạo Vỹ (柴浩伟/ Chai Haowei)           | Lý Cảm (李敢/ Li Gan)      | Thành viên của Trailblazer giành chức vô địch thế giới sau khi thay thế vị trí của Tôn Trạch Nghị. Yêu đơn phương Thư Văn. Đồng sáng lập kiêm chủ tịch của chiến đội VNG |

#### Team Legends
| Actor                           | Character   | Introduction                                 |
| ------------------------------- | ----------- | -------------------------------------------- |
| Tăng Nhất Thuân                 | Hoắc Nghiêu | Vị trí: Jungle. Thành viên lớn tuổi nhất     |
| Diêm Hạo Nguyên                 | Lư Phong    | Vị trí: Carry.                               |
| Dư Bội Sam                      | Lý Nam      | Vị trí:Mid solo. Thành viên mới gia nhập đội |
| Trần Tân Hạo                    | La Kiệt     | Huấn luyện viên của đội                      |
| Quách Tử Du (郭子渝 / Guo Ziyu) | Triệu Dương | Giám đốc quản lý                             |
| Trương Đa                       | Vương Bân   | Trợ lý của Triệu Dương                       |
| Hà Bân                          | CEO Jin     | Chủ tịch công ty                             |

#### Team VNG
| Diễn viên                        | Vai diễn               | Giới thiệu |
| -------------------------------- | ---------------------- | --- |
| Cát Triệu Ân (葛兆恩/ Ge Yao'en) | Kỳ Việt (祁越/ Qi Yue) | Vị trí: MID. Một trong "Song Nguyệt tổ hợp" Tính cách nóng này, hiếu thắng, không ngại dùng thủ đoạn Luôn cạnh tranh vị trí đội trưởng với Bùi Hy và Quý Hướng Không |
| Quan Trạch Cường                 | Thẩm Nguyệt            | Một trong "Song Nguyệt tổ hợp" |
| Lưu Triết Huân                   | Lư Thịnh               | Từng đảm nhiệm vị trí MID khi Quý Hướng Không mới gia nhập VNG |
| Mã Hâm                           | Đồng Ngô               | Tính cách ôn hòa, thường xuyên bị Kỳ Việt và Thẩm Nguyệt ức hiếp |

#### Các diễn viên khác
| Diễn viên                               | Nhân vật                            | Giới thiệu |
| --------------------------------------- | ----------------------------------- | --- |
| Lữ Tiểu Vũ (吕小雨/ Lu Xiaoyu)          | Lục Y Y (陆依依/ Lu Yiyi)           | Biên tập viên mảng thể thao điện tử. Bạn thân của Khâu Anh |
| Hoàng Hinh Dao (黄馨瑶/ Huang Xinyao)   | Kiều Hinh (乔馨/ Qiao Xin)          | Phát thanh viên trực tuyến. Đối thủ cạnh tranh và không ngại dùng thủ đoạn với Khâu Anh |
| Lư Dương Dương (卢洋洋/ Lu Yangyang)    | Phó Di Nhã/ Miya (傅弥雅/ Fu Erya)  | Ca sỹ thần tượng nổi tiếng. Bạn gái cũ của Quý Hướng Không. Trước đây vì muốn bảo vệ hình tượng, theo đuổi sự nghiệp nên quyết định chia tay để ra nước ngoài phát triển. Sau khi thành danh, cảm thấy hối hận muốn tái hợp nên đã công khai trước công chúng. |
| Lưu Quân (刘钧/ Liu Jun)                | Khâu Kiến Hoa (邱建华/ Qiu Jianhua) | Bố của Khâu Anh. |
| Trương Diễm Diễm (张棪琰/ Zhang Yanyan) | Hạ Thục Mẫn (夏淑敏/ Xia Shumin)    | Mẹ ruột của Hạ Lăng, mẹ kế của Khâu Anh. |
| Brian Xia                               | Jeffery                             | Đội trưởng chiến đội Tatan. Đối thủ của Quý Hướng Không tại vòng chung kết giải đấu thế giới. |

## Sản xuất và phát hành
Bộ phim chính thức khởi quay vào tháng 9 năm 2018 và đóng máy vào tháng 1 năm 2019.
Nhằm đạt hiệu quả tốt nhất, toàn bộ đoàn làm phim đã nhập đoàn sớm 20 ngày, thực hiện 4 lần diễn viên đọc tập kịch bản chung, khảo sát thực tế tại các chiến đội game 72 giờ, đồng thời trước khi khai máy 15 ngày thực hiện tập luyện chuyên nghiệp.  

### Đội ngũ sản xuất
| Vị trí            | Thực hiện                                  |
| Nhà sản xuất      | Trương Dũng, Thái Hoài Quân, Chu Đan       |
| Nhà chế tác       | Đường Phiên, Chu Đan, Sử Ký, Chu Văn Khiết |
| Nguyên tác        | Nam Dã Lâm Nhi                             |
| Đạo diễn          | Sa Duy Kỳ                                  |
| Biên kịch         | Trương Thiền Quyên                         |
| Quay phim         | Túc Tân Siêu                               |
| Giám chế âm nhạc  | Chu Kim Thái                               |
| Thiết kế mỹ thuật | Đường Tranh                                |
| Thiết kế tạo hình | Dã Nguyên Văn hóa                          |
| Hiệu ứng hình ảnh | Thố Tương Đặc hiệu                         |
| Phát hành         | Trầm Lộ                                    |

Phim được phát hành trên trang giải trí trực tuyến Mango TV từ ngày 09 tháng 6 năm 2019 với lịch phát sóng cho thành viên thường từ Chủ nhật đến thứ 3 hàng tuần, mỗi ngày 2 tập (6 tập/ tuần). Thành viên VIP được xem toàn bộ nội dung 35 tập. Kết thúc thời gian phát hành, bộ phim đạt mốc hơn 2 tỷ lượt xem.

## Nhạc phim
| STT | Nhan đề                                                                             | Phổ lời                                               | Phổ nhạc         | Singers                    | Thời lượng |
| --- | ----------------------------------------------------------------------------------- | ----------------------------------------------------- | ---------------- | -------------------------- | ---------- |
| 1.  | "Chuyến phiêu lưu rực lửa nhất (The Coolest Adventure/最燃的冒险)" (Ca khúc chủ đề) | Zhu Jintai, Lai Weifeng, Xiao Bin, Mei Zhen, Lin Qiao | Jay Hong, Tae Mu | Vương Nhất Bác             |            |
| 2.  | "Phía ngoài bầu trời (Beyond the Sky/ 天空之外)" (Ca khúc kết phim)                 | Mei Zhen                                              | Jin Ruochen      | Trương Huyền Tử            |            |
| 3.  | "Nếu như nói (If I Say/ 如果说)"                                                    | Xu Yunxiao                                            | Xu Yunxiao       | Từ Vân Tiêu, Dương An Đồng |            |
| 4.  | "Yes or no"                                                                         | Luna Yin                                              | Yang Yunxiang    | Ấn Tử Nguyệt               |            |
| 5.  | "Yêu trong nháy mắt (Immediate Love/ 瞬間愛戀)"                                     | Luna Yin                                              | Luna Yin         | Ấn Tử Nguyệt               |            |
| 6.  | "Nụ hôn trong ánh mắt (Kiss of Gaze/ 目光之吻)"                                     | Mei Zhen                                              | Wen Yingqiu      | Đinh Quán Sâm              |            |
| 7.  | "Không bằng (Not Comparable/ 不如)"                                                 | Xu Yunxiao                                            | Xu Yunxiao       | Từ Vân Tiêu                |            |
| 8.  | "An Tâm (Peace of Mind/ 安心)"                                                      | Luna Yin, Zhu Jintai                                  | Luna Yin         | Ấn Tử Nguyệt               |            |

## Bình luận
Sau thời gian phát hành, bộ phim thu về 13.000 lượt đánh giá trên trang đánh giá nổi tiếng nhất Trung Quốc Douban với số điểm trung bình đạt 7.2
Nhân dân Nhật báo bản phát hành nước ngoài bình luận: "Bộ phim thông qua thể loại thanh xuân kết hợp thi đấu esport, làm cho nhiều người bắt đầu dùng cách nhìn bình thường để tiếp cận nghề nghiệp thi đấu thể thao điện tử, thay đổi định kiến đây chỉ là trò chơi game online làm mê muội mất ý chí. Bộ phim khắc họa các thành viên trong chiến đội với các tính cách khác nhau nhưng cùng chung mục tiêu, đoàn kết nhất trí, thế hiện tinh thần thi đấu thể thao chuyên nghiệp của thể thao điện tử cũng giống như các bộ môn thể thao truyền thống. Bên cạnh chủ đề rõ ràng về nghề nghiệp, kỹ thuật của các tuyển thủ chuyên nghiệp, vẫn được lồng ghép về cuộc sống và tình cảm của giới trẻ và sự vui nhộn." 